# Antonio Vassalli Eandi
Antonio Maria Vassalli Eandi (Torino, 30 gennaio 1761 – Torino, 5 luglio 1825) è stato un abate, fisico, matematico e pedagogista italiano, allievo di Giovanni Battista Beccaria, professore di fisica e ricercatore torinese.

## Biografia

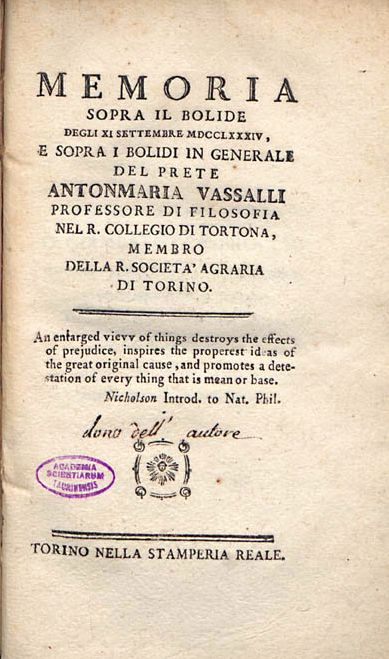
Memoria sopra il bolide degli 11 settembre 1784 e sopra i bolidi in generale, 1786

Appassionato di materie tecniche, grazie anche a suo zio (l'abate Giuseppe Eandi di Savigliano-Saluzzo), il giovane Antonio prese gli ordini sacerdotali a 23 anni e aiutò il suo mentore, il fisico e matematico Giovanni Battista Beccaria, a tradurre e interpretare dalla lingua inglese alcuni vari testi e studi scientifici stranieri.
Dopo la morte del Beccaria, Vassalli Eandi terminò gli studi accademici, occupandosi maggiormente di ricerche e trattati su elettricità e galvanismo, fino a diventare, nel 1792, professore accademico aggiunto.
Da questo periodo in poi, scrisse numerose opere a scopo didattico, dedicate alla fisica, alla geometria, alla matematica, all'algebra.
Fu quindi nominato segretario dell'Accademia delle Scienze e, successivamente, consigliere amministrativo dell'Università di Torino.
Negli ultimi anni, si dedicò alla meteorologia, fino a diventare direttore dell'Osservatorio accademico. Fu poi nominato direttore del Museo di storia naturale e infine, membro della Giunta accademica per il riordino del Museo egizio.

## Opere
- Memoria sopra il bolide degli 11 settembre 1784 e sopra i bolidi in generale, Torino, Stamperia reale, 1786.
- Lettere fisico-meteorologiche de celeberrimi fisici Senebier, De Saussure, e Toaldo con le risposte di Anton-Maria Vassalli, Torino, Stamperia reale, 1789.
- Saggio del sistema metrico della Repubblica francese col rapporto delle sue misure a quelle del Piemonte, Torino, Ferrero & Pomba, 1802.
- (FR) Mémoire historique de l'Académie des sciences de Turin, depuis 1792 jusqu'à 1805, 1805.